# Danieł Jankow
Danieł Stajkow Jankow (bg. Даниел Стайков Янков) – bułgarski zapaśnik walczący w stylu klasycznym. Srebrny medalista mistrzostw Europy w 1989; czwarty w 1990. Wicemistrz świata młodzieży w 1985 i Europy juniorów w 1984. Trzeci na ME juniorów w 1986 roku.